# Victoriano Gómez Urrutia
Victoriano Gómez Urrutia, también llamado Nariz de Lata (El Volcán, 1943-San Miguel, 8 de febrero de 1971, fue un guerrillero salvadoreño ejecutado a durante el régimen militar de Fidel Sánchez Hernández. 
Fue condenado a muerte y fusilado por un pelotón de agentes de la Guardia Nacional en el campo de tiro militar de San Miguel, el 8 de febrero de 1971, por haber asesinado a María Villegas y a la hija de ésta el 29 de enero de 1961.La ejecución de Victoriano fue pública, y se emitió en directo por la televisión a modo de espectáculo, siendo ésta la segunda ejecución televisada del país. El periodista polaco Ryszard Kapuscinski escribió una crónica de la ejecución pública que fue publicada por la editorial Czytelnik en 1975 en la colección de reportajes Cristo con un fusil al hombro.
Fue el último condenado a muerte en ser ejecutado en El Salvador antes de que se derogara la pena de muerte en 1983 por el artículo 27 de la constitución excepto en los casos estipulados en la legislación militar en un estado de guerra internacional. 